# Flegetont
El Flegetont (en grec antic: Φλεγέθων Flegethon, 'que flambeja') era un dels rius de l'infern, de curs flamejant i ple de vapors sulfurosos i que cremava sense cap combustible. Unit amb el Cocit formava l'Aqueront.
En la confluència dels dos rius es deia que hi havia una cascada. El nom del riu suggereix que es tracta d'un riu de foc, i de vegades se li donava el nom de Piriflegetont, o Flegetont de foc.